# Vuelta a España 1995
Die 50. Vuelta a España wurde in 21 Abschnitten und Prolog und 3750 Kilometern vom 2. bis zum 24. September 1995 ausgetragen.
Gesamtsieger wurde Laurent Jalabert vor Abraham Olano  und Johan Bruyneel. Jalabert gewann auch die Punktewertung und die Bergwertung sowie fünf Etappen. Sein Team ONCE siegte in der Mannschaftswertung. Steffen Wesemann gewann die Zwischensprintwertung Meta Volantes.

## Etappen
| Etappe | von                     | nach                     | km         | Gewinner            | Maillot amarillo    |
| ------ | ----------------------- | ------------------------ | ---------- | ------------------- | ------------------- |
| Prolog | Saragossa               | Saragossa                | 7 (EZF)    | Abraham Olano       | Abraham Olano       |
| 1      | Saragossa               | Logroño                  | 186,6      | Nicola Minali       | Abraham Olano       |
| 2      | San Asensio             | Santander                | 223,5      | Gianluca Pianegonda | Gianluca Pianegonda |
| 3      | Santander               | Alto del Naranco         | 206        | Laurent Jalabert    | Laurent Jalabert    |
| 4      | Tapia de Casariego      | A Coruña                 | 82,6       | Marcel Wüst         | Laurent Jalabert    |
| 5      | A Coruña                | Ourense                  | 179,8      | Laurent Jalabert    | Laurent Jalabert    |
| 6      | Ourense                 | Zamora                   | 264        | Nicola Minali       | Laurent Jalabert    |
| 7      | Salamanca               | Salamanca                | 41 (EZF)   | Abraham Olano       | Laurent Jalabert    |
| 8      | Salamanca               | Ávila                    | 219,8      | Laurent Jalabert    | Laurent Jalabert    |
| 9      | Ávila                   | Segovia                  | 122,5      | Jesper Skibby       | Laurent Jalabert    |
| 10     | Córdoba                 | Sevilla                  | 162,5      | Jeroen Blijlevens   | Laurent Jalabert    |
| 11     | Sevilla                 | Marbella                 | 187        | Nicola Minali       | Laurent Jalabert    |
| 12     | Marbella                | Sierra Nevada            | 238        | Bert Dietz          | Laurent Jalabert    |
| 13     | Olula del Río           | Murcia                   | 181        | Christian Henn      | Laurent Jalabert    |
| 14     | Elche                   | Valencia                 | 207        | Marcel Wüst         | Laurent Jalabert    |
| 15     | Barcelona               | Barcelona                | 154        | Laurent Jalabert    | Laurent Jalabert    |
| 16     | Tàrrega                 | Naut Aran (Pla de Beret) | 197,3      | Alex Zülle          | Laurent Jalabert    |
| 17     | Salardú                 | Luz Ardiden (FRA)        | 179,2      | Laurent Jalabert    | Laurent Jalabert    |
| 18     | Luz-Saint-Sauveur (FRA) | Sabiñánigo               | 157,8      | Asjat Saitow        | Laurent Jalabert    |
| 19     | Sabiñánigo              | Calatayud                | 227,7      | Adriano Baffi       | Laurent Jalabert    |
| 20     | Alcalá de Henares       | Alcalá de Henares        | 41,6 (EZF) | Abraham Olano       | Laurent Jalabert    |
| 21     | Alcalá de Henares       | Madrid                   | 171,2      | Marcel Wüst         | Laurent Jalabert    |

## Endstände
| Sieger                | Laurent Jalabert      | 95:30:33 h  |
| Zweiter               | Abraham Olano         | + 4:22 min  |
| Dritter               | Johan Bruyneel        | + 6:48 min  |
| Vierter               | Melchor Mauri         | + 8:04 min  |
| Fünfter               | Richard Virenque      | + 11:38 min |
| Sechster              | Roberto Pistore       | + 11:54 min |
| Siebter               | David García Marquina | + 13:50 min |
| Achter                | Daniel Clavero        | + 15:03 min |
| Neunter               | Michele Bartoli       | + 19:14 min |
| Zehnter               | Stefano Della Santa   | + 19:42 min |
| Punktewertung         | Laurent Jalabert      | 312 P.      |
| Zweiter               | Abraham Olano         | 195 P.      |
| Dritter               | Marcel Wüst           | 178 P.      |
| Bergwertung           | Laurent Jalabert      | 238 P.      |
| Zweiter               | Roberto Pistore       | 124 P.      |
| Dritter               | Alex Zülle            | 89 P.       |
| Meta Volantes-Wertung | Steffen Wesemann      | 44 P.       |
| Teamwertung           | ONCE                  | 286:44:17 h |